# Eriogonum capillare
Eriogonum capillare là một loài thực vật có hoa trong họ Rau răm. Loài này được Small mô tả khoa học đầu tiên năm 1898.